# Lotharinger Chorfrauenkirche

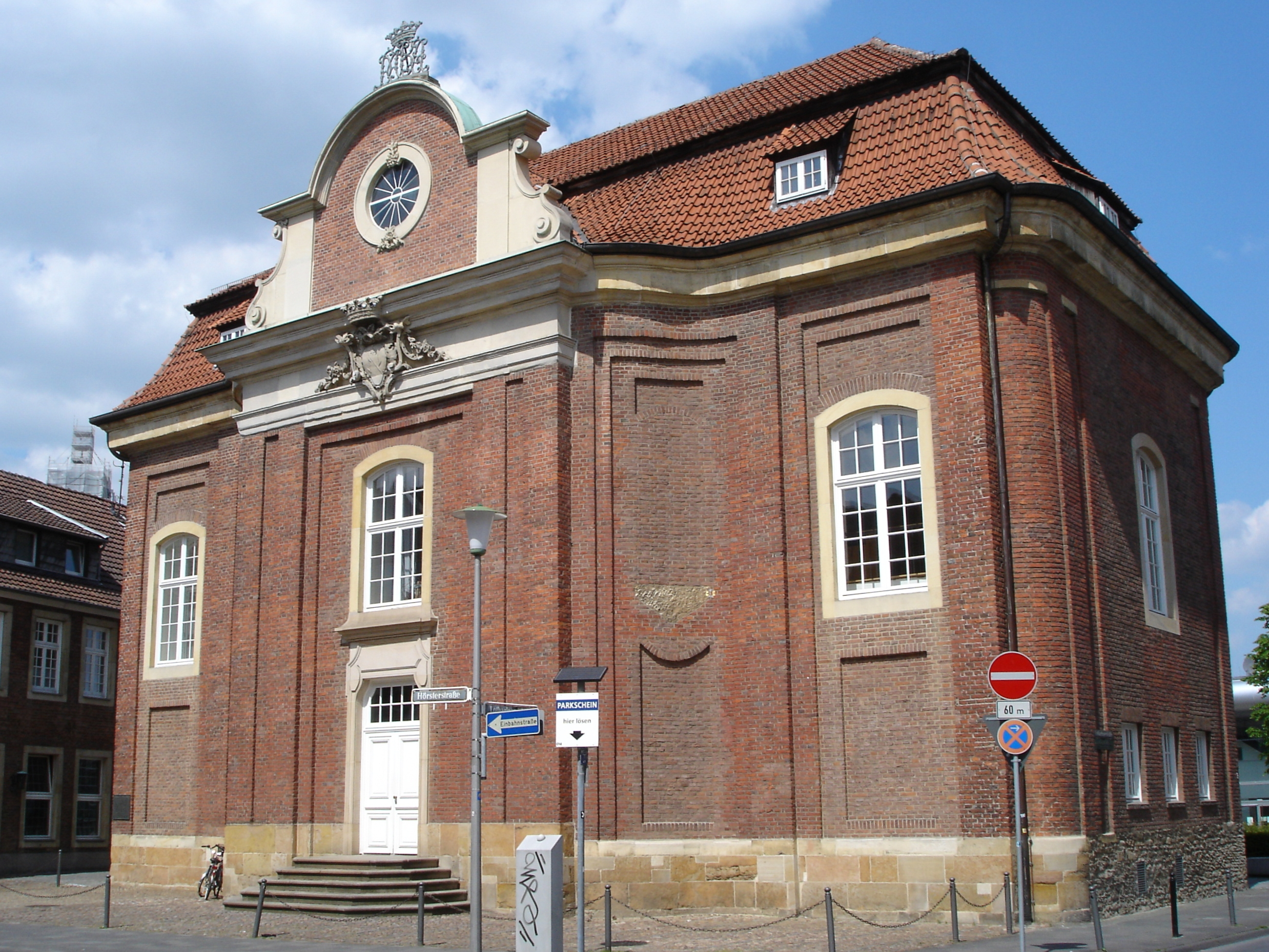
Die Lotharinger Chorfrauenkirche in Münster

Die Lotharinger Chorfrauenkirche ist ein ehemaliges barockes Kirchengebäude in der westfälischen Stadt Münster.
Die Kirche an der Hörsterstraße wurde vom Münsteraner Baumeister Johann Conrad Schlaun um 1764 erbaut. Der Grundriss der Kirche ist quadratisch mit abgerundeten Ecken, der Bau aus Ziegelsteinen weist ein barockes Portal mit dem Wappen des Adeligen auf, der den Bau finanzierte. 
Die Kirche diente von ihrer Erbauung bis zur Aufhebung des Klosters der Lotharinger Chorfrauen 1811 als Klosterkirche und danach wechselnden Zwecken. Bei Luftangriffen auf Münster im Zweiten Weltkrieg  wurde die Kirche völlig zerstört und nur äußerlich wiederhergestellt. Nachdem das Gebäude zeitweise als Stadtarchiv genutzt wurde, dient es nun als Außenstelle des Standesamts mit repräsentativen Trausälen.